# 赫苏斯·达托洛
赫苏斯·阿尔贝托·达托洛（西班牙語：Jesús Alberto Dátolo，1984年5月19日—）是一位阿根廷足球运动员，现效力于希腊甲级联赛强队奥林匹亚科斯  ，司职左边翼。他也是阿根廷国家队成员之一。

## 国家队
2009年8月12日达托洛在莫斯科对阵俄罗斯队的友谊赛中上演了国家队处子秀，上场后20分钟达托洛便射入一球。他第一个国家队正式进球来自于之后世界杯预选赛1-3负于巴西队的比赛里30码外的一记远射。